# Kwantlen Polytechnic University

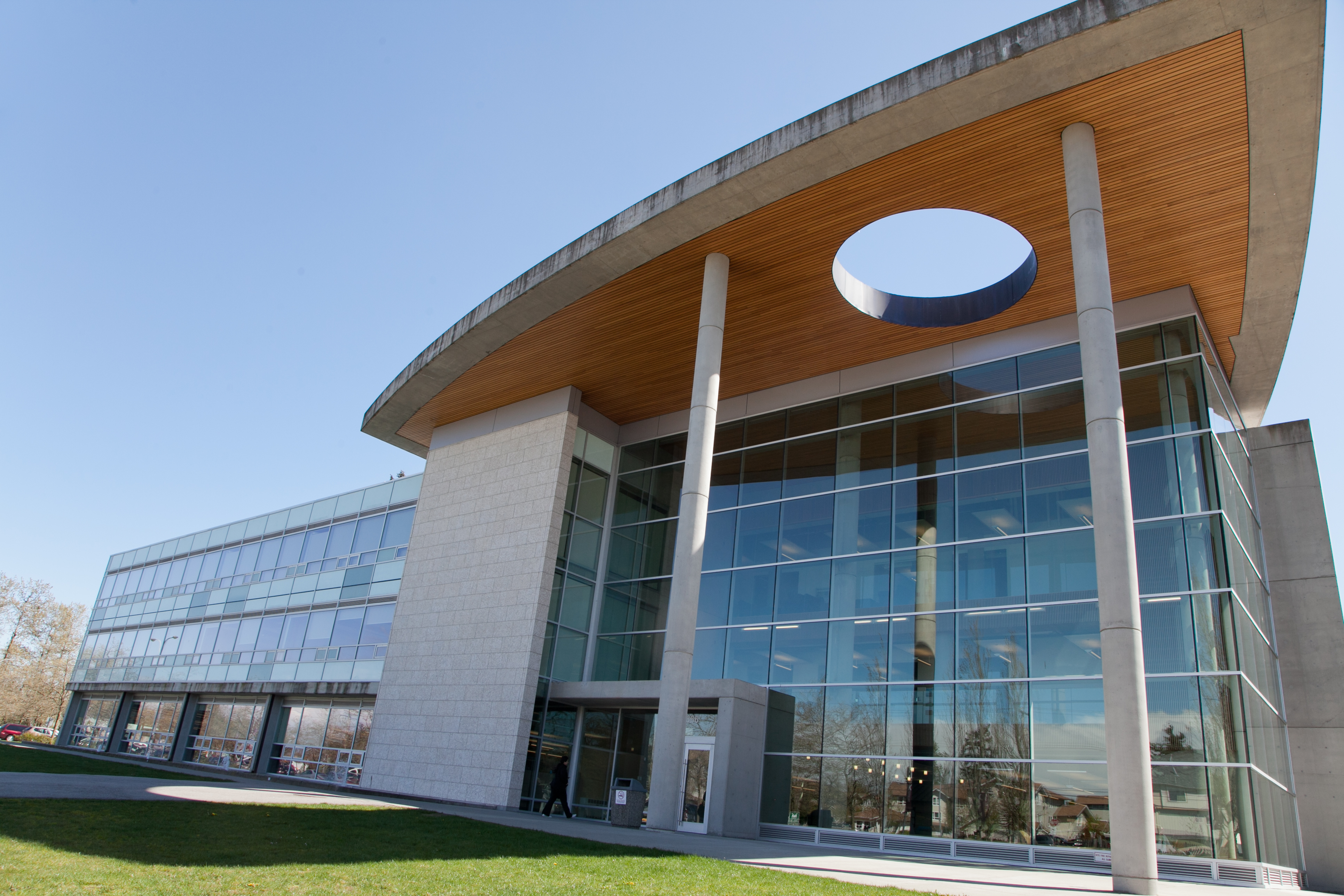
Kwantlen Polytechnic University, Surrey Campus

Die Kwantlen Polytechnic University (Abkürzung KPU) ist eine staatliche Universität in British Columbia, Kanada, mit Sitz in Surrey sowie Richmond und Langley.
Die heutige Kwantlen Polytechnic University wurde 1981 als Kwantlen College gegründet. 1995 erfolgte die Anerkennung als University College und 2008 als Polytechnic University. Über 1400 Hochschulangestellte bilden die Studenten in circa 120 grundständigen Studienprogrammen aus.

## Zahlen zu den Studierenden
Im Studienjahr 2023/2024 waren 20.990 Studierende an der Polytechnischen Universität eingeschrieben. Davon zählten 13.590 als heimische Studenten und 7.400 als internationale Studenten. 2020/2021 waren 19.825 Studierende eingeschrieben, 2021/2022 waren es 20.985 und 2022/2023 insgesamt 21.070.